# Ciudad Antigua
Ciudad Antigua es un municipio del departamento de Nueva Segovia en la República de Nicaragua. Está ubicado en la zona montañosa del norte del país, a 20 kilómetros al este de Ocotal. Ciudad Antigua es, junto con León y Granada, una de las tres antiguas ciudades coloniales del país.

## Geografía
Ciudad Antigua se encuentra ubicado a una distancia de 250 kilómetros de la capital de Managua.
- Altitud: 634 m s. n. m.
- Superficie: 147.2 km²
- Latitud: 13° 37′ 60″ N
- Longitud: 86° 19′ 0″ O.

### Límites
Al norte con el municipio de San Fernando, al sur con el municipio de Telpaneca, al este con el municipio de El Jícaro, al oeste con el municipio de Mozonte.

### Ubicación
El municipio presenta terreno semi-quebrado, sin elevaciones mayores a los 1000 m s. n. m., sobresalen los cerros Chinchado (945 m s. n. m.), Matrimonio (885 m s. n. m.), Coyol y Chiboloso. Las lomas Alta y Sucia. Las cordilleras de la Magdalena, de Potrerillos y de Jiquilistal.

## Historia
El territorio de la actual ciudad, fue el territorio de los indios Xicaques, en las cercanías al río Jícaro.
Llamada Nueva Segovia, Ciudad Antigua fue fundada en 1543 por Diego de Castañeda como la tercera ciudad española en Nicaragua. Originalmente estaba ubicado más al este en Panalí, donde el río Jícaro desemboca en el río Coco. Después de ser atacada por los indios, la ciudad fue trasladada en 1611 a su ubicación actual.
En 1654, indios que procedían del norte de Honduras llegaron al poblado, entraron por los ríos Guayape y Bodega, navegaron en canoas saliendo por el Río Coco. Ese año sucedió, según crónicas de la región, la primera invasión de piratas ingleses siendo su capitán Henry Morgan donde asesinaron a muchos de los pobladores de Ciudad Antigua y después la incendiaron y la destruyeron por completo.
Para 1704, el rey mosco Hannibal, en compañía de ingleses se establece en la Ciudad Vieja con la finalidad de atacar Ciudad Antigua; el alcalde de El Corpus en Honduras a petición de ayuda del Sargento Luis Gomero, envía a la ciudad hombres para combatir a los doscientos indios del rey mosco. Empero, al día siguiente se retiraron sin atacar a la ciudad.
Entre los años de (1772-1782) Ciudad Antigua se llamaba "Nuestra Señora de la Asunción de Nueva Segovia", pero se cambió el nombre a Ciudad Antigua de Segovia por iniciativa del Presbítero José Francisco Bonilla, plasmándose así en los libros parroquiales de ese tiempo; con el pasar del tiempo se ha nombrado solamente como Ciudad Antigua.
La ciudad era en ese momento la capital de la provincia de Nueva Segovia, pero en 1781 la población huyó hacia el oeste debido a nuevas amenazas piratas. Allí fundaron Nueva Reducción de Segovia, que luego cambió su nombre a Ocotal. Sin embargo, parte de la población regresó y desde entonces la ciudad se llama Ciudad Antigua.

## Demografía
Ciudad Antigua tiene una población actual de 7,404 habitantes. De la población total, el 51.1% son hombres y el 48.9% son mujeres. Casi el 33.7% de la población vive en la zona urbana.

## Organización territorial
El municipio está distribuido en 3 microrregiones, con 11 comunidades en la zona rural y 4 barrios en la zona urbana.

## Recursos naturales

### Flora
Cuenta con gran variedad de especies de madera tales como guanacaste, laurel, cedro, cortés, caoba; algunas extensiones de vegetación matorralosa.

### Fauna
Sobresalen las especies de animales silvestres tales como pumas, dantos, venados como también especies de pequeño tamaño com conejos, tigrillos, garrobos, zorros, ardillas; especies de aves chorchas, palomas, clarines, carpinteros, pericos, pijules, zanates; algunas especies de reptiles.

### Ríos
A orillas de la zona urbana se origina la confluencia del río San Fernando y el Arenal. Al oeste del municipio el río Guaruma y al este el San José del Guineo.

## Economía
Su economía está centrada en la agricultura (maíz, frijol, sorgo), ganadería, café, caña de azúcar.

## Festividades

### Fiestas patronales

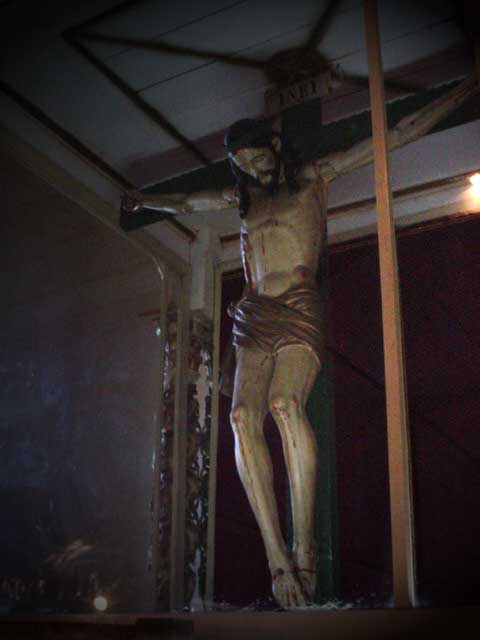
Nuestro Señor de los Milagros de Ciudad Antigua, patrono del municipio

Su santo patrón es el Señor de los Milagros de Ciudad Antigua, cuya fiestas patronales se celebran del 14 al 20 de enero.